# 李大清 (1916年)
李大清（1916年7月21日—2006年9月1日），湖北黄陂塔耳岗乡彭家湾村人。中华人民共和国政治人物、中国人民解放军少将。

## 生平
1928年，李大清参加儿童团。1930年黄麻起义后，1931年参加中国工农红军。1932年，加入中国共产主义青年团，1933年转入中国共产党。第一次国共内战时期，任川陕工人师连长。1933年起任红三十三军交通队队长，红四军总部护卫连连长，参加长征。抗日战争时期，任八路军第一二九师工作团副团长、团长、挺进支队营政治教导员，先遣支队第三大队政治委员，卫河支队政治委员。1940年5月，担任129师新八旅第二十三团政治委员（团长郝国藩）。第二次国共内战时期，任冀南军区第一军分区政治部副主任，晋冀鲁豫军区第十纵队政治部组织部部长，桐柏军区政治部保卫部部长。1947年12月13日，桐柏军区命令，由十纵第二十九旅旅直和第八十五、八十六团组建桐柏第三军分区，李大清担任副政治委员。1949年，任河南军区警备第二旅副政治委员，参加邯郸战役、宛西战役。
中华人民共和国成立后，李大清任第四野战军高炮第一师副政治委员，中国人民解放军第五十三军二一九师师政治委员，榆林指挥部政治委员、守备第21师政委。1955年被授大校军衔。荣获三级八—勋章、二级独立自由勋章、二级解放勋章。1957年，李大清任广州军区工程兵副政治委员。1964年，晋升为少将军衔。1966年，任济南军区工程兵副政治委员。1978年，任济南军区装甲兵顾问。1988年7月，荣获—级红星功勋荣誉章。2006年9月1日，在山东济南病逝，享年90岁。